# Danny Drinkwater
Pour les articles homonymes, voir Drinkwater.
Daniel « Danny » Drinkwater, né le 5 mars 1990 à Manchester, est un footballeur international anglais qui évoluait au poste de milieu de terrain.

## Biographie

### Jeunesse
Daniel Noel Drinkwater est né le 5 mars 1990 dans la ville de Manchester, en Angleterre. Il est rentré dans l'académie de Manchester United quand il avait neuf ans. Au cours de sa première saison, après avoir signé un contrat en 2006, il devient un joueur important pour l'équipe U18. Dans l'équipe U18, il joue 27 matches et marque deux fois.

### Carrière professionnelle

#### Manchester United
À la fin de la saison, le 24 mai 2009, Drinkwater est appelé à jouer pour la première équipe de Manchester United pour un match contre Hull City. Portant le numéro 46, il n'a pas joué le match et était sur le banc durant tout le match.

#### Prêts
Afin de s'améliorer et d'avoir une chance pour jouer dans la première équipe de Manchester United, Danny Drinkwater est prêté à Huddersfield Town pour la saison 2009-2010. Le 15 août 2009, il joue son premier match pour le club. Il est entré en cours de match à la place de Gary Roberts et son équipe a gagné le match 3-1 contre Southampton. Il finit cette saison après avoir joué 41 matches et avoir marqué 2 buts. Trois jours plus tard, il marque son premier but lors d'une victoire contre Brighton & Hove Albion avec un résultat final de 7-1.
Le 8 juillet 2010, Drinkwater est prêté a Cardiff City pour une saison. Il joue seulement la moitié de la saison parce que Manchester United met fin prématurément à son contrat avec Cardiff City.
Trois jours après être rentré à Manchester, Danny Drinkwater est prêté à Watford le 28 janvier jusqu'à la fin de la saison. Il finit la saison avec Watford et joue au total 12 matches et 0 but marqué.
Le 23 août 2011, Drinkwater est prêté à Barnsley, jusqu'au 2 janvier 2012. Par la suite, son contrat est allongé jusqu'au 30 juin 2012. Il part de Watford pour Leicester City le 20 janvier 2012 avec 19 matches et 1 but.

#### Leicester City

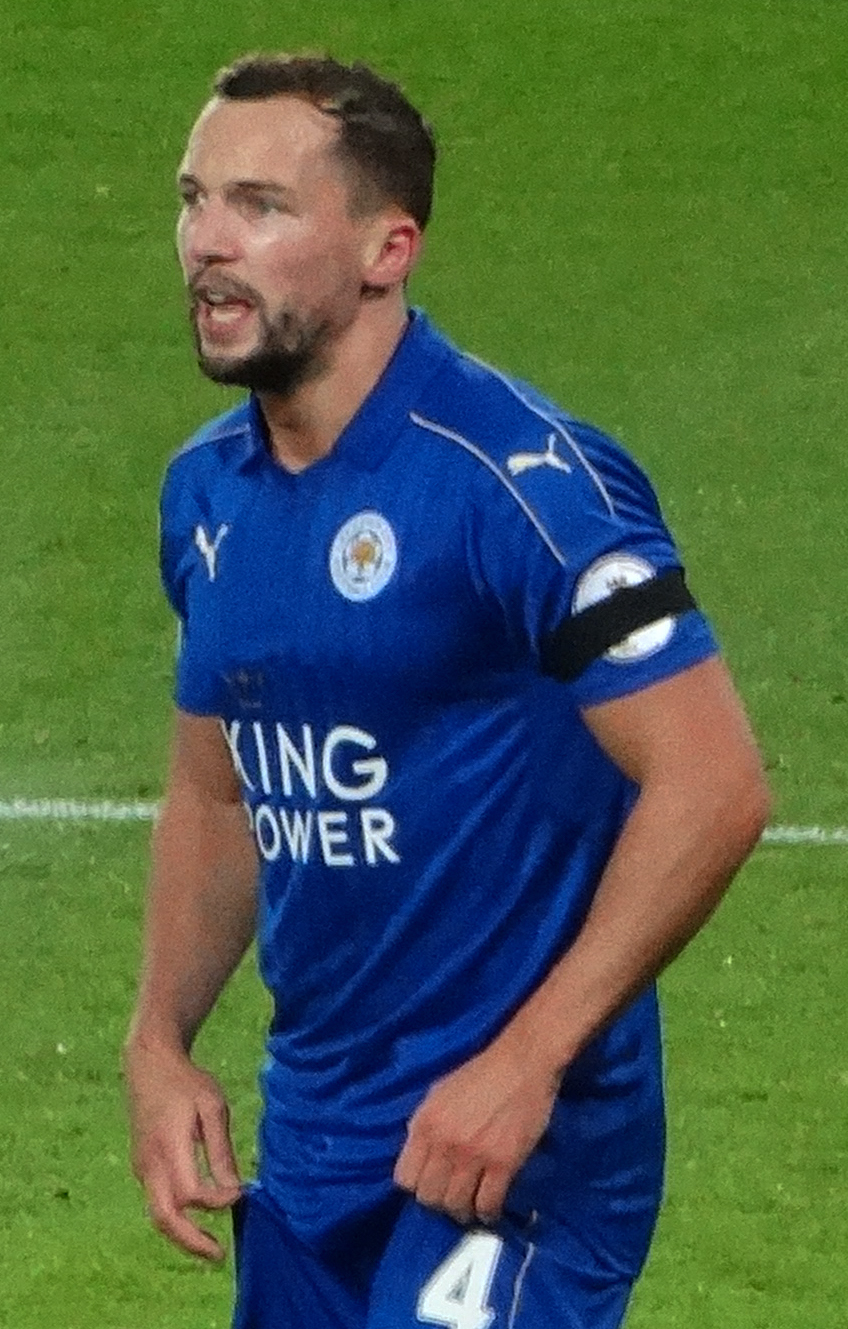
Drinkwater sous le maillot de Leicester City en 2017.

Le 20 janvier 2012, Danny Drinkwater quitte Manchester United pour Leicester City.
Danny Drinkwater est couronné "meilleur joueur de foot" de Championship pour le mois de décembre 2013. La saison 2013-2014 est l'une des meilleures saisons de sa carrière puisqu'il marque 8 buts en 45 matches. Il a aussi été sélectionné dans l'équipe de la saison et a été nommé pour remporter le titre de "joueur de la saison". Le 17 juin 2014, Drinkwater renouvelle son contrat en le prolongeant pour quatre ans après avoir aidé Leicester City à monter en Premier League pour la première fois en dix ans.
Au cours de la saison 2015-2016 de Premier League, Danny Drinkwater est un joueur régulier de l'équipe-type, et devient champion d'Angleterre. Le 23 janvier 2016, il marque son premier but en Premier League au cours d'une victoire trois buts à zéro contre Stoke City.

### Chelsea FC
Le 31 août 2017, Drinkwater s'engage pour cinq saisons avec le Chelsea FC.
Il inscrit son premier but pour Chelsea contre Stoke City, le 30 décembre 2017, lors d'un match comptant pour la 21e journée de championnat.
Son passage à Chelsea FC se caractérise par un manque de temps de jeu évident (seulement 23 matchs en trois ans, soit une moyenne d'environ 8 matchs par saison), notamment à cause de blessures répétitives et d'une forte compétition au milieu, avec notamment les présences de Jorginho, N'Golo Kanté, Kai Havertz, ou encore Hakim Ziyech au milieu de terrain depuis son arrivée.
La direction des Blues a par ailleurs placé Danny Drinkwater a plusieurs reprises sur la liste des transferts, notamment en 2019, en 2020, et pendant le mercato d'hiver 2021.

### Prêt à Burnley
Le 8 août 2019, il est prêté pour une saison à Burnley. Il ne joue que deux matchs avec les Clarets avant d'être rappelé par Chelsea début janvier 2020. Le 7 janvier 2020, il est de nouveau prêté, cette fois à Aston Villa jusqu'à la fin de la saison.

### Fin de carrière et retraite
À la suite de son passage à Aston Villa, il enchaîne un nouveau prêt peu concluant en Turquie à Kasımpaşa, club dans lequel il joue moins de 15 matchs et ne marque aucun but. Il joue sa dernière saison professionnelle lors d'un nouveau prêt à Reading en Championship (D2 anglaise), en 2022-2023. En début de saison, Chelsea annonce qu'il quittera le club à la fin de son contrat en juin 2023. Le 30 octobre de la même année, Drinkwater annonce la fin de sa carrière de footballeur, à l'âge de 33 ans.

### Carrière internationale
Drinkwater commence sa carrière internationale dans l'équipe U18 d'Angleterre avec un match contre le Ghana où il marque le deuxième but de la rencontre. Son deuxième match est une victoire de 2-0 contre l'Autriche.
En 2008 et en 2009, il joue 17 matches pour l'équipe U19 d'Angleterre mais n'a pas marqué de buts.
Le 17 mars 2016, il est sélectionné pour la première fois par Roy Hodgson pour faire partie de l'équipe "A" dans le cadre des matchs amicaux contre l'Allemagne  et les Pays-Bas. Le 29 mars, il fait ses débuts contre les Pays-Bas.
Le 16 mai 2016, il est convoqué en équipe d'Angleterre par le sélectionneur Roy Hodgson pour faire partie de l'effectif provisionnel de l'Euro 2016 mais ne sera finalement pas retenu dans la liste des 23 pour la compétition bien qu'il ait affirmé s'attendre à cette décision.

## Statistiques
| Saison                | Club                     | Championnat           | Championnat | Championnat | Championnat | Coupe nationale | Coupe nationale | Coupe nationale | Coupe de la Ligue | Coupe de la Ligue | Coupe de la Ligue | Supercoupe | Supercoupe | Supercoupe | Compétition(s) continentale(s) | Compétition(s) continentale(s) | Compétition(s) continentale(s) | Compétition(s) continentale(s) | Plays-off | Plays-off | Plays-off | Angleterre | Angleterre | Angleterre | Total | Total | Total |
| Saison                | Club                     | Division              | M.          | B.          | P.d.        | M.              | B.              | P.d.            | M.                | B.                | P.d.              | M.         | B.         | P.d.       | Comp.                          | M.                             | B.                             | P.d.                           | M.        | B.        | P.d.      | M.         | B.         | P.d.       | M.    | B.    | P.d.  |
| 2009-2010             | Huddersfield Town (prêt) | League One            | 33          | 2           | 5           | 1               | 0               | 0               | 1                 | 0                 | 1                 | -          | -          | -          | -                              | -                              | -                              | -                              | 2         | 0         | 0         | -          | -          | -          | 37    | 2     | 6     |
| Sous-total            | Sous-total               | Sous-total            | 33          | 2           | 5           | 1               | 0               | 0               | 1                 | 0                 | 1                 | -          | -          | -          | -                              | -                              | -                              | -                              | 2         | 0         | 0         | -          | -          | -          | 37    | 2     | 6     |
| 2010-2011             | Cardiff City (prêt)      | Championship          | 9           | 0           | 0           | 1               | 0               | 0               | 2                 | 0                 | 0                 | -          | -          | -          | -                              | -                              | -                              | -                              | -         | -         | -         | -          | -          | -          | 12    | 0     | 0     |
| Sous-total            | Sous-total               | Sous-total            | 9           | 0           | 0           | 1               | 0               | 0               | 2                 | 0                 | 0                 | -          | -          | -          | -                              | -                              | -                              | -                              | -         | -         | -         | -          | -          | -          | 12    | 0     | 0     |
| 2010-2011             | Watford FC (prêt)        | Championship          | 12          | 0           | 0           | -               | -               | -               | -                 | -                 | -                 | -          | -          | -          | -                              | -                              | -                              | -                              | -         | -         | -         | -          | -          | -          | 12    | 0     | 0     |
| Sous-total            | Sous-total               | Sous-total            | 12          | 0           | 0           | -               | -               | -               | -                 | -                 | -                 | -          | -          | -          | -                              | -                              | -                              | -                              | -         | -         | -         | -          | -          | -          | 12    | 0     | 0     |
| 2011-2012             | Barnsley FC (prêt)       | Championship          | 17          | 1           | 6           | 1               | 0               | 1               | -                 | -                 | -                 | -          | -          | -          | -                              | -                              | -                              | -                              | -         | -         | -         | -          | -          | -          | 18    | 1     | 7     |
| Sous-total            | Sous-total               | Sous-total            | 17          | 1           | 6           | 1               | 0               | 1               | -                 | -                 | -                 | -          | -          | -          | -                              | -                              | -                              | -                              | -         | -         | -         | -          | -          | -          | 18    | 1     | 7     |
| 2011-2012             | Leicester City           | Championship          | 19          | 2           | 2           | -               | -               | -               | -                 | -                 | -                 | -          | -          | -          | -                              | -                              | -                              | -                              | -         | -         | -         | -          | -          | -          | 19    | 2     | 2     |
| 2012-2013             | Leicester City           | Championship          | 42          | 1           | 4           | 1               | 0               | 0               | 1                 | 0                 | 0                 | -          | -          | -          | -                              | -                              | -                              | -                              | 2         | 0         | 0         | -          | -          | -          | 46    | 1     | 4     |
| 2013-2014             | Leicester City           | Championship          | 45          | 7           | 3           | -               | -               | -               | 4                 | 1                 | 1                 | -          | -          | -          | -                              | -                              | -                              | -                              | -         | -         | -         | -          | -          | -          | 49    | 8     | 4     |
| 2014-2015             | Leicester City           | Premier League        | 23          | 0           | 0           | 1               | 0               | 0               | -                 | -                 | -                 | -          | -          | -          | -                              | -                              | -                              | -                              | -         | -         | -         | -          | -          | -          | 24    | 0     | 0     |
| 2015-2016             | Leicester City           | Premier League        | 35          | 2           | 7           | 1               | 0               | 0               | 1                 | 0                 | 0                 | -          | -          | -          | -                              | -                              | -                              | -                              | -         | -         | -         | 3          | 0          | 0          | 40    | 2     | 7     |
| 2016-2017             | Leicester City           | Premier League        | 29          | 1           | 1           | 2               | 0               | 1               | 1                 | 0                 | 0                 | 1          | 0          | 0          | C1                             | 10                             | 0                              | 1                              | -         | -         | -         | -          | -          | -          | 43    | 1     | 3     |
| Sous-total            | Sous-total               | Sous-total            | 193         | 13          | 17          | 5               | 0               | 1               | 7                 | 1                 | 1                 | 1          | 0          | 0          | -                              | 10                             | 0                              | 1                              | 2         | 0         | 0         | 3          | 0          | 0          | 221   | 14    | 20    |
| 2017-2018             | Chelsea FC               | Premier League        | 12          | 1           | 0           | 4               | 0               | 0               | 3                 | 0                 | 0                 | -          | -          | -          | C1                             | 3                              | 0                              | 0                              | -         | -         | -         | -          | -          | -          | 22    | 1     | 0     |
| 2018-2019             | Chelsea FC               | Premier League        | -           | -           | -           | -               | -               | -               | -                 | -                 | -                 | 1          | 0          | 0          | -                              | -                              | -                              | -                              | -         | -         | -         | -          | -          | -          | 1     | 0     | 0     |
| Sous-total            | Sous-total               | Sous-total            | 12          | 1           | 0           | 4               | 0               | 0               | 3                 | 0                 | 0                 | 1          | 0          | 0          | -                              | 3                              | 0                              | 0                              | -         | -         | -         | -          | -          | -          | 23    | 1     | 0     |
| 2019-2020             | Burnley FC (prêt)        | Premier League        | 1           | 0           | 0           | -               | -               | -               | 1                 | 0                 | 0                 | -          | -          | -          | -                              | -                              | -                              | -                              | -         | -         | -         | -          | -          | -          | 2     | 0     | 0     |
| 2019-2020             | Aston Villa (prêt)       | Premier League        | 4           | 0           | 0           | -               | -               | -               | -                 | -                 | -                 | -          | -          | -          | -                              | -                              | -                              | -                              | -         | -         | -         | -          | -          | -          | 4     | 0     | 0     |
| 2020-2021             | Kasımpaşa SK (prêt)      | Süper Lig             | 11          | 0           | 0           | -               | -               | -               | -                 | -                 | -                 | -          | -          | -          | -                              | -                              | -                              | -                              | -         | -         | -         | -          | -          | -          | 11    | 0     | 0     |
| Sous-total            | Sous-total               | Sous-total            | 16          | 0           | 0           | -               | -               | -               | 1                 | 0                 | 0                 | -          | -          | -          | -                              | -                              | -                              | -                              | -         | -         | -         | -          | -          | -          | 17    | 0     | 0     |
| Total sur la carrière | Total sur la carrière    | Total sur la carrière | 292         | 17          | 28          | 12              | 0               | 2               | 14                | 1                 | 2                 | 2          | 0          | 0          | -                              | 13                             | 0                              | 1                              | 4         | 0         | 0         | 3          | 0          | 0          | 340   | 18    | 33    |

## Palmarès

### En club
Leicester City
- Champion d'Angleterre en 2016
- Champion d'Angleterre de D2 en 2014.

### Distinction personnelle
- Membre de l'équipe-type de D2 anglaise en 2014.